# Керр, Джон (физик)
Джон Керр (1824—1907) — британский шотландский физик, один из пионеров электрооптики. Более всего известен как первооткрыватель эффекта, названного его именем.

## Биография
Джон Керр родился 17 декабря 1824 года в Ардроссане.
С 1841 по 1846 год учился в университете Глазго, в 1849 году — в Духовной коллегии Свободной Церкви Шотландии. С 1857 года и до конца жизни преподавал в звании профессора в училище Свободной церкви в Глазго. В 1864 году стал почётным доктором права университета Глазго. С 1890 года был членом Лондонского Королевского общества.
Научная деятельность Керра была посвящена почти исключительно оптике. В 1875 году он наблюдал в изотропном веществе, которое поместил в электрическое поле, явление двойного лучепреломления, и описал его в научной статье, а позже экспериментально доказал существование такого же явления применительно к магнитному полю. Открытый им эффект, названный в честь учёного, впоследствии (уже после смерти учёного) начал активно применяться в оптических затворах, получивших название ячейка Керра. В 1876 году он описал также магнитооптический эффект. Работал с жидкими диэлектриками, изучая воздействие на них электрического поля, в ходе чего описал явление оптической анизотропии, что, как считается, стало научно обоснованным подтверждением связи между оптическими и электрическими явлениями.
Помимо работы в области оптики занимался также разработкой метрической системы Великобритании.
Джон Керр умер 15 августа 1907 года в городе Глазго.